# Kleine Synagoge Eger (Ungarn)

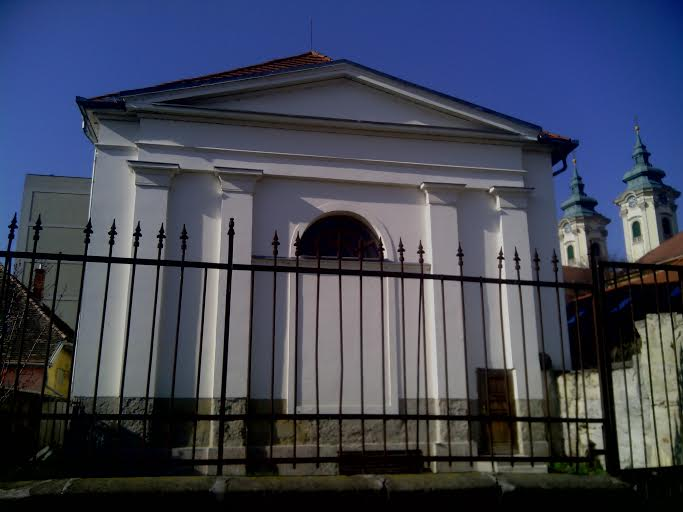
Kleine Synagoge in Eger

Die Kleine Synagoge in Eger, einer ungarischen Stadt im Komitat Heves, wurde 1850/51 errichtet. Die profanierte Synagoge im Stil des Neoklassizismus ist ein geschütztes Kulturdenkmal. Das Gebäude in der Dr.-Hibay-Károly-Straße wird heute für Kunstausstellungen genutzt.